# Сиберија (Пиза)
Сиберија је насеље у Италији у округу Пиза, региону Тоскана.
Према процени из 2011. у насељу је живело 121 становника. Насеље се налази на надморској висини од 80м.